# Доббс, Фаррел
Фаррел Доббс (англ. Farrell Dobbs; 25 июля 1907 — 31 октября 1983) — американский троцкист, национальный секретарь Социалистической рабочей партии (СРП) в 1953—1972 годах, профсоюзный деятель и историк.

## Биография
Родился Доббс в Куин-Сити, штат Миссури, где его отец был рабочим на угольной шахте. В 1925 году он закончил Северную высшую школу (North High School) в Миннеаполисе, а в 1926 году переехал в Северную Дакоту в поисках работы, но затем вернулся обратно. В это время Доббс был консервативным республиканцем и голосовал за Г. Гувера на президентских выборах 1928 года, однако в период Великой депрессии его политические взгляды существенно изменились влево.
В 1933 году, работая в Питтсбургской угольной компании в Миннеаполисе, он вступил в профсоюз водителей грузовиков. Затем, познакомившись с тремя братьями-троцкистами Майлзом, Винсентом и Грантом Даннами и шведским социалистом Карлом Скоглундом, вступил в Коммунистическую лигу Америки. Доббс был одним из инициаторов забастовки водителей грузовиков в Миннеаполисе 1934 года, переросшей во всеобщую стачку, и некоторое являлся освобожденным работником в качестве профсоюзного организатора. В профсоюзе был одним из наставников Джимми Хоффы. В 1939 году он уволился из профсоюза для работы в недавно образовавшейся Социалистической рабочей партии. Доббс был лично знаком с Львом Троцким, к которому в Мексику приезжал незадолго до его гибели в 1940 году.
В 1941 году был арестован в числе других лидеров СРП и профсоюза водителей грузовиков за нарушение «Акта Смита».
После освобождения из тюрьмы Доббс стал редактором газеты СРП «The Militant». В 1953 году сменил Дж. П. Кэннона на посту национального секретаря партии. В 1948, 1952, 1956 и 1960 годах выставлялся Социалистической рабочей партией кандидатом в президенты США. В 1960 году Доббс и Джозеф Хансен посетили Кубу и, познакомившись с ситуацией на ней, пришли к выводу о необходимости поддержки Кубинской революции.
В 1972 году Доббс отошёл от активной политической деятельности, оставаясь членом партии и занимаясь по большей части документацией истории американского левого и рабочего движения.

## Основные работы
- Trade union problems, New York, Pioneer Publishers, 1941
- The Voice of socialism: radio speeches by the Socialist Workers Party candidates in the 1948 election (with Grace Carlson and James Cannon), New York, Pioneer Publishers, 1948
- Recent trends in the labor movement, New York, National Education Dept., Socialist Workers Party, 1967
- The structure and organizational principals of the party, New York, National Education Dept., Socialist Workers Party, 1971
- Teamster rebellion, New York, Pathfinder Press, 1972
- Teamster power, New York, Pathfinder Press, 1973
- Teamster politics, New York, Pathfinder Press, 1975
- Teamster bureaucracy, New York, Pathfinder Press, 1977
- Counter-mobilization: a strategy to fight racist and fascist attacks, New York, National Education Dept., Socialist Workers Party, 1976
- Revolutionary continuity: Marxist leadership in the U.S., Vol. 1: The early years, 1848-1917, New York, Monad Press, Distributed by Pathfinder Press, 1980
- Revolutionary continuity: Marxist leadership in the U.S., Vol. 2: Birth of the Communist movement, 1918-1922, New York, Monad Press, Distributed by Pathfinder Press, 1983
- A political biography of Walter Reuther: the record of an opportunist, by Beatrice Hansen, New York, Pathfinder Press, 1987 2nd ed. (contains Dobbs' essay Meany vs. Reuther)